# Сиротићи
Сиротићи (итал. Sirotici) је насељено место у континенталном делу Истарске жупаније у Републици Хрватској. Административно је у саставу Града Бузета.

## Становништво
Према задњем попису становништва из 2001. године у насељу Сиротићи живело је 18 становника који су живели у 5 породичних домаћинстава.
Кретање броја становника по пописима 1857—2001.
| година пописа  | 1857. | 1869. | 1880. | 1890. | 1900. | 1910. | 1921. | 1931. | 1948. | 1953. | 1961. | 1971. | 1981. | 1991. | 2001. |
| бр. становника | 0     | 0     | 9     | 73    | 99    | 111   | 0     | 0     | 92    | 83    | 70    | 55    | 36    | 25    | 18    |

Напомена:У 1857, 1869, 1921. и 1931. подаци су садржани у насељу Совињак, као и део података у 1880. и 1890. Од 1880. до 1910. исказано као део насеља.